# Arimoclomol
Arimoclomol (INN; nome in codice BRX-345,  è una formulazione di sale citrato di BRX-220), esso è un farmaco sperimentale sviluppato da CytRx Corporation, una società biofarmaceutica con sede a Los Angeles, California. Il farmaco somministrato per via orale è studiato per il trattamento la sclerosi laterale amiotrofica (SLA).